# Althofen
Althofen (tiếng Slovene: Zgornji Up) là một đô thị thuộc huyện Sankt Veit an der Glan trong bang Kärnten trong nước Áo. Đô thị Althofen có diện tích 12,29 km², dân số thời điểm năm 2005 là 4694 người.

## Vị trí địa lý

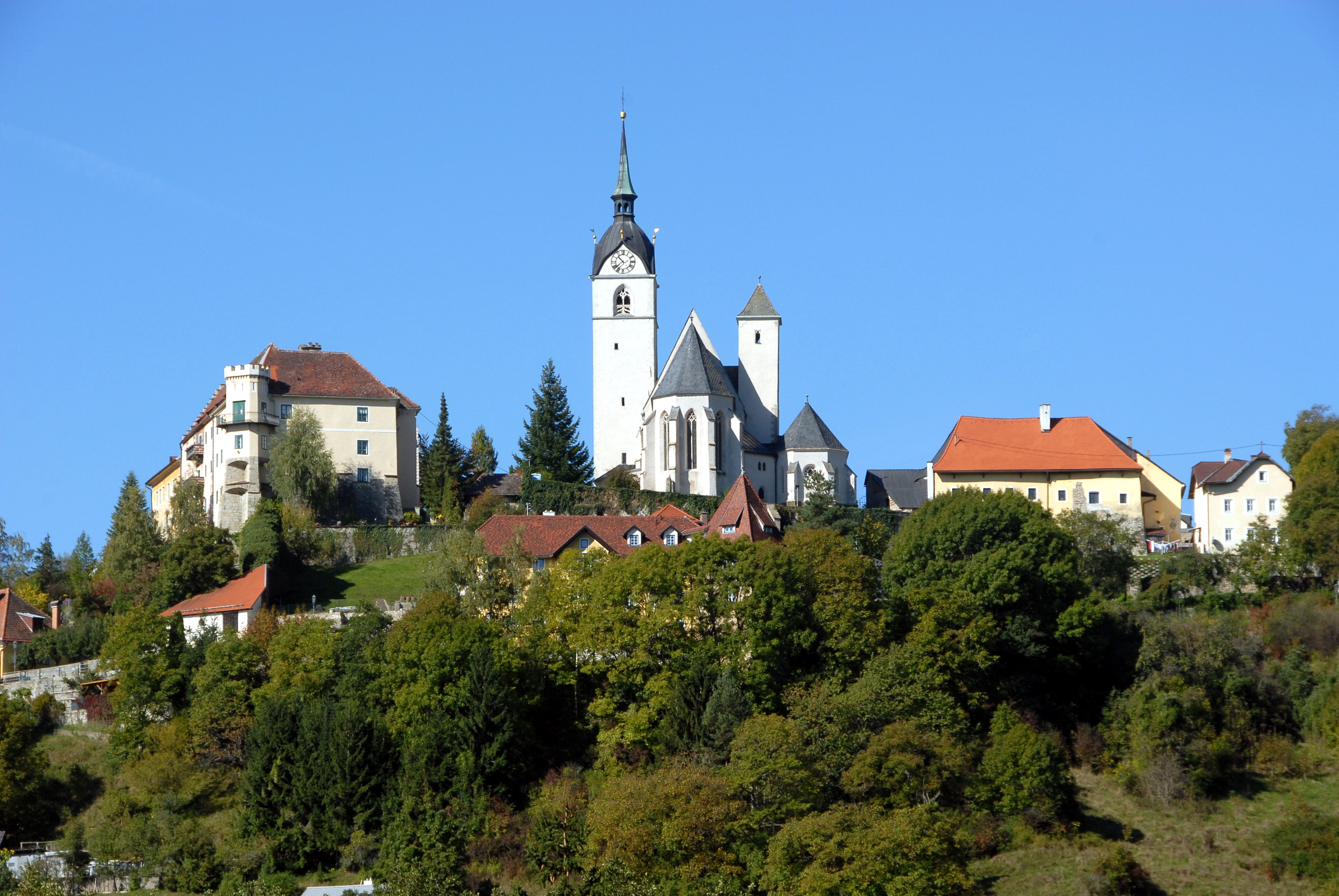

Althofen nằm trong Thung lũng Krappfeld, giữa dãy núi Gurktal Alps ở phía tây và dãy Alps Lavanttal ở phía đông. Thị trấn này nằm cách Sankt Veit an der Glan khoảng 15 km (9,3 mi) và cách thủ phủ Klagenfurt 30 km (19 mi) về phía bắc.